# Marie Hergetová
Marie Hergetová též Mářa (1863 – ?) byla česká socialistka, anarchistka, spisovatelka, spolková činovnice, osvětová pracovnice, pacifistka, novinářka, aktivistka, sufražetka a feministka. Byla členkou socialistického a dělnického hnutí v Praze a roku 1891 zatčena spolu s několika dalšími roku 1892 odsouzena na 15 měsíců vězení. Patřila k jedněm z prvních a nejvýraznějších českých socialistek a anarchistek.

## Život

### Mládí
Narodila se pravděpodobně v Praze. Provdala se jako Hergetová za drážního posunovače zaměstnaného na smíchovském nádraží. Společně žili v bytě na Smíchově, sama pak vykonávala dělnické zaměstnání. Nuzné podmínky dělníků během probíhající průmyslové revoluce v ní vzbudily zájem o myšlenky socialismu a dělnického hnutí, tedy v Rakousku-Uhersku postihovanými ideologiemi.

### Socialistické hnutí
V socialistických dělnických spolcích se angažovala nejpozději od 90. let 19. století, přispívala do dělnických periodik a spolupořádala schůze a přednášky tykající se rovného postavení žen ve společnosti, přístupu ke vzděláni či rovným pracovním podmínkám. Byla rovněž autorkou textu agitační písně Píseň žen. Politicky se profilovala jako internacionální socialistka.
1. listopadu 1891 byla na schůzi karlínské Dělnické jednoty, konané v hospodě Karla Krista, zadržena policií a spolu s pořadatelem schůze Janem Tatarem a několika dalšími ženami zatčena. Důvodem bylo jednak porušení podmínky úředně povolené schůze, která však nebyla povolena jako veřejná, zejména však obsah přednášky Hergetové s názvem O ženě a její povolání. V něm Hergetová mj. kritizovala politiku války či hájila ateistické postoje, na závěr shromáždění pak sborově zazněly písně Buď práci čest a Píseň žen, které nadále přešly v píseň na melodii rakousko-uherské státní hymny se změněným textem. Zatčení byli po zadržení vedeni v poutech pešky přes celý karlínský okres z Proseku až do Karlína.
Text této písně byl později spolu s dalšími písemnostmi zajištěn v při domovní prohlídce v bytě Hergetových na Smíchově. Text písně později otiskl anarchistický časopis Pomsta.

### Proces a věznění
V procesu vystupovala jako hlavní podezřelá, socialisté byli obviněni z „urážení Jeho Veličenstva císaře a rušení náboženského řádu”. Po několika slyšeních byla v lednu 1892 spolu s Josefem Tatarem, Marií Jagrovou, Johannou Malou a Kateřinou Kejhovou odsouzena k trestům vězení. Nejtvrdší trest dostala Hergetová, 15 měsíců, Tatar byl odsouzen k 8 měsícům, Jagrová k 6 měsícům, Malá a Kejhová pak na šest týdnů. Hergetová byla internována v nápravně v klášteře Milosrdných sester boromejek v Řepích u Prahy.
Po propuštění se dále účastnila schůzí socialistických spolků, je však uvedeno, že po pobytu ve vězení její nadšení ochablo. Její ohlášena přednáška „Žena ve společenském postavení”, ohlášená na 29. července 1893 v hostinci v Butovicích, nebyla úředně povolena.
Kvůli svému trestnímu záznamu a pokračující levicové aktivitě byla velmi pravděpodobně pod policejním dozorem. Jeden z pramenů pak uvádí, že se v pozdějších letech vystěhovala do Anglie.